# 生きてさえいれば (瀬長瞳の著書)
『生きてさえいれば』（いきてさえいれば）は、瀬長亀次郎の長女である瀬長瞳によるエッセイ。2010年8月1日沖縄タイムス社初版発行。